# Dennevy
Dennevy település Franciaországban, Saône-et-Loire megyében. Lakosainak száma 299 fő (2022. január 1.). Dennevy Cheilly-lès-Maranges, Aluze, Chamilly, Couches, Saint-Gilles, Saint-Jean-de-Trézy, Saint-Léger-sur-Dheune és Saint-Sernin-du-Plain községekkel határos.

## Népesség
A település népességének változása:
| Lakosok száma | 311  | 304  | 314  | 306  | 305  | 305  | 304  | 301  | 299  |
|               | 2013 | 2015 | 2016 | 2017 | 2018 | 2019 | 2020 | 2021 | 2022 |